# Lygaeoidea
Lygaeoidea es una superfamilia de insectos hemípteros del infraorden Pentatomomorpha.

## Familias
Artheneidae

Berytidae

Blissidae

Colobathristidae

Cryptorhamphidae

Cymidae

Geocoridae

Henicocoridae

Heterogastridae

Idiostolidae

Lygaeidae

Malcidae

Ninidae

Oxycarenidae

Pachygronthidae

Rhyparochromidae